# Starzynki (chutor w sielsowiecie Chocieńczyce)
Starzynki (biał. Старынкі; ros. Старинка) – chutor na Białorusi, w obwodzie mińskim, w rejonie wilejskim, w sielsowiecie Chocieńczyce.
Dawniej używana nazwa – Starzynki Ledwieńskie.

## Historia
W czasach zaborów wieś w okręgu wiejskim Karpowicze, w gminie Chocieńczyce, w powiecie wilejskim, w guberni wileńskiej Imperium Rosyjskiego. Pod koniec XIX wieku miała 28 dusz rewizyjnych, należała do dóbr Zaborze, własność Hrehorowiczów.
W latach 1921–1945 wieś leżała w Polsce, w województwie wileńskim, w powiecie wilejskim, w gminie Chocieńczyce.
Według Powszechnego Spisu Ludności z 1921 roku zamieszkiwało tu 107 osób, 36 było wyznania rzymskokatolickiego a 71 prawosławnego. Jednocześnie 97 mieszkańców zadeklarowało polską a 10 białoruską przynależność narodową. Było tu 19 budynków mieszkalnych. W 1931 w 26 domach zamieszkiwało 130 osób.
Wierni należeli do parafii rzymskokatolickiej w Ilii i prawosławnej w Chocieńczycach. Miejscowość podlegała pod Sąd Grodzki w Ilii i Okręgowy w Wilnie; właściwy urząd pocztowy mieścił się w Chocieńczycach.
W wyniku napaści ZSRR na Polskę we wrześniu 1939 miejscowość znalazła się pod okupacją sowiecką. 2 listopada została włączona do Białoruskiej SRR. Od czerwca 1941 roku pod okupacją niemiecką. W 1944 miejscowość została ponownie zajęta przez wojska sowieckie i włączona do Białoruskiej SRR.
Od 1991 w składzie niepodległej Białorusi.